# Юг

Стороны света
(юг внизу)

Юг — сторона света, противоположная северу и перпендикулярная западу и востоку, совпадает с направлением на южный полюс. В ряде славянских языков южную сторону называют полуденной, так как в средних и полярных широтах северного полушария в астрономический полдень Солнце находится на юге.
Русское обозначение юга — Ю, международное — S (от англ. south).
На карте Земли южная сторона чаще всего находится внизу (хотя известны и перевёрнутые карты).

## Этимология
Русское слово «юг» происходит от праславянского «*jugъ», куда оно пришло из праиндоевропейского языка, в котором похожий корень использовался в значении «сиять» или «блестеть». Время появления слова «юг» и начала его широкого использования неизвестно, по одной из гипотез, славянское обозначение южной стороны света происходит от греческого названия созвездия Весов.
Английское слово «south» родственно древневерхненемецкому «sund-». В древнеанглийском оно писалось как «suð» и происходило от прагерманского «*sunthaz», возможно, это слово буквально означало «солнечная сторона». В среднеанглийском уже писалось как «suth(e)».

## Значение в различных культурах
Во многих странах юг символизирует огонь, страсть, мужественность, солнечную и лунную энергии. Но в Египте и Индии — это ночь, ад, символ женского начала.

### У китайцев
Традиционный для китайского учения фэн-шуй компас Лопань указывает не на Северный полюс Земли. Игла лопань указывает на южный магнитный полюс. Непосредственно китайское слово, обозначающее компас (кит. 指南针), переводится как «указывающая на юг игла».

### У инков
Пространственно юг у инков находился вверху, а север — внизу (согласно «Сообщению кипукамайоков», первой индейской хронике Перу, 1542 год).